# У Циюнь
У Циюнь — сингапурская активистка по защите окружающей среды, создательница контента, активистка по вопросам климата и художница. У также работает консультанткой по устойчивому развитию в Unravel Carbon и публикуется в журнале Green is the New Black.

## Ранняя жизнь и образование
У родилась в 1997 году в Сингапуре. Она получила степень бакалавра экологических исследований в Национальном университете Сингапура (NUS).

## Карьера
У работала общественным менеджером в Green is the New Black, затем в Совете по экономическому развитию в качестве ассоциированного специалиста, и затем в роли старшего ассоциированного специалиста. Впоследствии У работала в Deloitte в качестве консультанта по рискам. В 2020-е годы У работает в Unravel Carbon в качестве консультанта по устойчивому развитию, а также пишет в Green is the New Black.

## Активизм
У начала свой путь экологического активизма в возрасте девяти лет, когда она написала трёхстраничное эссе о том, как австралийский смотритель зоопарка и телеведущий Стив Ирвин умер от укуса ската в 2006 году. Она создала страницу @theweirdandwild в Instagram, чтобы рассказывать о проблемах окружающей среды в Сингапуре с помощью графического дизайна, анимации, информационных изображений и видео. У и Сэмми Нг основали Движение Белого понедельника, чтобы бороться с бездумным потребительством, призывая людей покупать только то, что им нужно. В 2022 году У создавала Climate Commons — платформу для климатических коммуникаций с элементами интерактивных медиа.
В 2021 году У активно созванивалась с участниками COP для предоставления своим подписчикам свежей информации, а на Конференции ООН по изменению климата 2023 года в Дубае она была уже официальным делегатом.

## Награды
В 2019 году У была удостоена награды FASS Student Leadership Award от Национального университета Сингапура. В 2018 году она получила премию HSBC/NYAA Environmental Youth Award. У принимала участие в многочисленных конкурсах, связанных с устойчивым развитием, таких как Singapore Frontier Challenge, проводимый Национальным университетом Сингапура, конкурс SembCorp Green Wave 2018 и конкурс CDL E-generation 2018. У — чемпионка организации «Женщины за окружающую среду и устойчивое развитие» (WISE). В ноябре 2023 года она была включена в список 100 женщин Би-би-си.